# Desire, I Want To Turn Into You
Desire, I Want to Turn Into You es el cuarto álbum de estudio de la cantautora y productora estadounidense Caroline Polachek, y el segundo bajo su nombre artístico. Fue lanzado el 14 de febrero de 2023 por Sony Music, The Orchard y el sello Perpetual Novice de Polachek.
Fue lanzado con los sencillos "Bunny Is a Rider", "Billions", "Sunset", "Welcome to My Island", y "Blood and Butter". La portada fue fotografiada por Aidan Zamiri.

## Antecedentes
Después de lanzar Pang a fines de 2019, Polachek estaba lista para hacer una gira para el álbum, pero la pandemia de COVID-19 lo interrumpió en marzo de 2020. Polachek se quedó en Londres y comenzó a trabajar en Desire, I Want to Turn Into You con su estrecho colaborador Danny L Harle. Ella considera que el álbum es una asociación importante con Harle, ya que el disco tiene "pocos otros colaboradores en la mezcla". Continuó trabajando en el álbum en Londres hasta mediados de 2021, donde se mudó brevemente a Barcelona junto a Harle y la nueva colaboradora Sega Bodega.
En noviembre de 2021, Polachek apareció en "New Shapes" de Charli XCX junto a Christine and the Queens. Luego se embarcó en una gira por América del Norte con el músico francés Oklou por el resto de 2021.
Dua Lipa anunció a Polachek como acto secundario en las etapas norteamericanas y canadienses del Future Nostalgia Tour de febrero a julio de 2022, actuando también en muchos festivales. Polachek apareció en "Sirens" de Flume en marzo, y escribió y produjo la canción "Afar" para el artista Hyd de PC Music en julio. Ella reprogramó las fechas de la gira europea para terminar el trabajo en Desire, I Want to Turn Into You .
Seis semanas antes del lanzamiento del álbum, en una entrevista con The Guardian, Polachek confirmó tres títulos de canciones más: "Blood and Butter", "Pretty in Possible" y "Smoke".

## Composición
Shaad D'Souza de The Guardian escribió: "Reforzando tanto los elementos fantásticos de su predecesor como su humor e instinto pop, Desire es una secuela ecléctica, elaborada y desquiciada, y uno de los lanzamientos más esperados del año". El álbum presenta gaitas, coros de niños, guitarra española, "ritmos que abarcan toda la gama" desde el trip-hop al estilo Ray of Light hasta el dembow, folk celta y pop de radio al estilo de principios de los 2000. La propia Polachek lo describió como "un álbum muy maximalista".

## Lanzamiento
Desire, I Want to Turn Into You se anunció en diciembre de 2022.

### Sencillos
Polachek lanzó el sencillo principal, "Bunny Is a Rider" en julio de 2021, que fue escrito antes de que se encerrara. Lanzó "Billions", inspirada en el trip hop, como sencillo en febrero. Polachek dijo que la canción tardó 19 meses en terminar.  El sencillo presentaba una reelaboración de "Long Road Home", su colaboración con Oneohtrix Point Never de su álbum de 2020 Magic Oneohtrix Point Never, como cara B. "Sunset" fue lanzado como sencillo en octubre. Polachek ha citado las bandas sonoras de la película Spaghetti Western de Ennio Morricone como una influencia en la canción. "Welcome to My Island", que Polachek llama su "canción más malcriada hasta la fecha", se lanzó junto con el anuncio del álbum. El 20 de enero, se lanzó un remix de Charli XCX y George Daniel de 1975. "Blood and Butter" se estrenó el 31 de enero de 2023.

## Recepción de la crítica
Tras su lanzamiento, Desire, I Want To Turn Into You recibió elogios generalizados de los críticos musicales. En Metacritic, que asigna una calificación normalizada de 100 a las reseñas de los principales críticos, el álbum recibió una puntuación promedio de 94, basada en 13 reseñas críticas, lo que indica "aclamación universal".

## Listado de pistas
Todas las pistas están escritas y producidas por Caroline Polachek y Danny L Harle, excepto donde se indique.
| Listado de pistas de Desire, I Want To Turn Into You - Edición Estándar |                                                        |                                                                     |                                                                 |          |  |
| N.º                                                                     | Título                                                 | Escritor(es)                                                        | Productor(es)                                                   | Duración |  |
| 1.                                                                      | «Welcome to My Island»                                 | Caroline Polachek Daniel Nigro James Harmon Stack                   | Caroline Polachek Daniel Nigro James Harmon Stack Danny L Harle | 3:53     |  |
| 2.                                                                      | «Pretty In Possible»                                   | Caroline Polachek Danny L Harle                                     | Caroline Polachek Danny L Harle                                 | 3:36     |  |
| 3.                                                                      | «Bunny Is a Rider»                                     | Caroline Polachek Danny L Harle                                     | Caroline Polachek Danny L Harle                                 | 3:17     |  |
| 4.                                                                      | «Sunset»                                               | Caroline Polachek Caroline Ailin Salvadore Navarrete                | Caroline Polachek Sega Bodega                                   | 2:43     |  |
| 5.                                                                      | «Crude Drawing Of An Angel»                            | Caroline Polachek Danny L Harle                                     | Caroline Polachek Danny L Harle                                 | 3:28     |  |
| 6.                                                                      | «I Believe»                                            | Caroline Polachek Ariel Rechtshaid Danny L Harle                    | Caroline Polachek Ariel Rechtshaid Danny L Harle                | 4:07     |  |
| 7.                                                                      | «Fly To You» (Con Grimes (cantante) y Dido (cantante)) | Caroline Polachek Claire Elise Boucher Danny L Harle Dido Armstrong | Caroline Polachek Danny L Harle                                 | 4:05     |  |
| 8.                                                                      | «Blood And Butter»                                     | Caroline Polachek Danny L Harle                                     | Caroline Polachek Danny L Harle                                 | 4:28     |  |
| 9.                                                                      | «Hopedrunk Everasking»                                 | Caroline Polachek Danny L Harle                                     | Caroline Polachek Danny L Harle                                 | 3:19     |  |
| 10.                                                                     | «Butterfly Net»                                        | Caroline Polachek Danny L Harle                                     | Caroline Polachek Danny L Harle                                 | 4:36     |  |
| 11.                                                                     | «Smoke»                                                | Caroline Polachek Danny L Harle                                     | Caroline Polachek Danny L Harle                                 | 2:57     |  |
| 12.                                                                     | «Billions»                                             | Caroline Polachek Danny L Harle                                     | Caroline Polachek Danny L Harle                                 | 4:56     |  |
| 45:25                                                                   |                                                        |                                                                     |                                                                 |          |  |

| Listado de pistas de Desire, I Want To Turn Into You: Everasking Edition - Edición Extendida |                                                   |                                                        |                                                |          |  |
| N.º                                                                                          | Título                                            | Escritor(es)                                           | Productor(es)                                  | Duración |  |
| 1.                                                                                           | «Dang»                                            | Caroline Polachek Caila Thompson-Hannant Danny L Harle | Caroline Polachek Cecile Believe Danny L Harle | 2:44     |  |
| 2.                                                                                           | «Spring Is Coming With A Strawberry In The Mouth» | Elena López Roger Doyle                                | Caroline Polachek A. G. Cook                   | 3:53     |  |
| 3.                                                                                           | «Butterfly Net» (Con Weyes Blood)                 | Caroline Polachek Danny L Harle                        | Caroline Polachek Danny L Harle                | 5:33     |  |
| 4.                                                                                           | «Meanwhile»                                       | Caroline Polachek Samuel Organ                         | Caroline Polachek Samuel Organ                 | 1:28     |  |
| 5.                                                                                           | «Coma»                                            | Caroline Polachek Jaime Brooks                         | Caroline Polachek Jaime Brooks Danny L Harle   | 5:44     |  |
| 6.                                                                                           | «Gambler's Player»                                | Caroline Polachek Daniel Harle                         | Caroline Polachek Danny L Harle                | 3:47     |  |
| 7.                                                                                           | «Long Road Home» (Con Oneohtrix Point Never)      | Caroline Polachek Oneohtrix Point Never                | Oneohtrix Point Never                          | 3:44     |  |
| 8.                                                                                           | «I Believe - Acoustic Version»                    | Caroline Polachek Ariel Rechtsaid Danny L Harle        | Caroline Polachek Ariel Rechtsaid              | 4:35     |  |
| 29:28                                                                                        |                                                   |                                                        |                                                |          |  |

## Personal
- Caroline Polachek - voz principal, guitarra (pista 1)
- Danny L Harle - bajo (pista 3)
- Nico Harle - voces adicionales (pista 3)
- Marc López Fernández – guitarra (pista 4)
- Samuel Organ - guitarra (pista 4)
- Brìghde Chaimbeul - gaitas (pista 8)
- Kirin J Callinan - guitarra (pista 8)
- Trinity Croydon Choir - voces adicionales (pistas 10, 12)